# Maglie
Maglie är en stad och kommun i provinsen Lecce, Apulien i södra Italien. Kommunen hade 14 196 invånare (2017). Maglie gränsar till kommunerna Bagnolo del Salento, Corigliano d'Otranto, Cursi, Cutrofiano, Melpignano, Muro Leccese, Palmariggi och Scorrano.